# Frederick (Kammerat Napoleon)
Mr. Frederick er et af menneskene i den engelske forfatter George Orwells satiriske roman Kammerat Napoleon (originaltitel Animal Farm). Han er nabo til Dyrenes Gård og har selv en lille, men velorganiseret gård. Han er hele tiden i konflikt med den anden nabogård, som ejes af mr. Pilkington.

## Dyrenes Gård snydes
I bogen hader mange af dyrene mr. Frederick, som har et dårligt ry. Nogle af dyrene foreslår endda, at man skal invadere mr. Fredericks gård. Men Napoleon beslutter sig til at sælge en stabel tømmer til mr. Frederick, som er mere interesseret i at købe end mr. Pilkington. Men mr. Frederick betaler med falske pengesedler og snyder dermed dyrene for en masse penge.

## Dyrenes Gård invaderes
Efter at have betalt Napoleon med falske penge, forbereder mr. Frederick en invasion af Dyrenes Gård, som dyrene kun med nød og næppe slår tilbage (se Slaget ved Kostalden). Bevæbnet med bøsser lykkes det menneskene at invadere Dyrenes Gård og sprænge vindmøllen i luften og derved ødelægge to års hårdt arbejde. Selvom det lykkes dyrene at slå invasionen tilbage, er det med store omkostninger, idet adskillige dyr enten såres eller dør.

## Mr. Frederick i allegorien
Mr. Frederick svarer i Orwells bog til Adolf Hitler. Efter at Tyskland brød Molotov-Ribbentrop-aftalen, invaderede Tyskland straks Rusland. Det lykkedes dog i sidste ende russerne at slå tyskerne tilbage.
Under invasionen sultede mange russere, og mange blev dræbt af den bedre udrustede tyske hær. De allierede ydede ikke megen hjælp til russerne (jfr. mr. Pilkingtons besked i bogen: "Nu kan I have det så godt".)

Denne artikel er en oversættelse af artiklen Frederick (Animal Farm) på den engelske Wikipedia. Oversættelsen tager i sin sprogbrug desuden udgangspunkt i den danske udgave af Kammerat Napoleon (Søren Gyldendals Klassikere 2000), oversat af Ole Brandstrup.